# With the Boys of the Figure Two
With the Boys of the Figure Two è un cortometraggio muto del 1912. Il nome del regista non viene riportato nei credit del film, un documentario prodotto dalla Selig.

## Produzione
Il film fu prodotto dalla Selig Polyscope Company.

## Distribuzione
Distribuito dalla General Film Company, il film - un cortometraggio di 150 metri - uscì nelle sale cinematografiche statunitensi il 5 aprile 1912. Nelle proiezioni, veniva programmato con il sistema dello split reel, accorpato in un'unica bobina con un altro cortometraggio prodotto dalla Selig, il documentario Wolcott Coombe: The Phenomenal Deaf and Blind Boy.